# Список найстаріших чоловіків
Список найстаріших чоловіків. У цьому списку представлені імена чоловіків, вік яких перевищив 110 років і пройшов детальну перевірку міжнародною Групою геронтологічних досліджень (GRG) чи Книгою рекордів Гіннеса або LongeviQuest (LQ). Жирним шрифтом позначені ті довгожителі, які є найстарішими за всю історію у своїх країнах. Цей інформаційний список є розвитком теми Довгожитель.
- Живі: 0
- Померли: 100

| Nº  | Ім'я                            | Дата народження     | Дата смерті         | Досягнутий вік      | Країна            |
| --- | ------------------------------- | ------------------- | ------------------- | ------------------- | ----------------- |
| 1   | Кімура Дзіроемон                | 19 квітня 1897      | 12 червня 2013      | 116 років, 54 дні   | Японія            |
| 2   | Крістіан Мортенсен              | 16 серпня 1882      | 25 квітня 1998      | 115 років, 252 дні  | США               |
| 3   | Еміліано Меркадо дель Торо      | 21 серпня 1891      | 24 січня 2007       | 115 років, 156 днів | Пуерто-Рико       |
| 4   | Хуан Вісенте Перес Мора         | 27 травня 1909      | 2 квітня 2024       | 114 років, 311 днів | Венесуела         |
| 5   | Волтер Брюнінґ                  | 21 вересня 1896     | 14 квітня 2011      | 114 років, 205 днів | США               |
| 6   | Тюґандзі Юкіті                  | 23 березня 1889     | 28 вересня 2003     | 114 років, 189 днів | Японія            |
| 7   | Жоан Ріудавец Мой               | 15 грудня 1889      | 5 березня 2004      | 114 років, 81 день  | Іспанія           |
| 8   | Фредерік Гарольд Гейл           | 1 грудня 1890       | 19 листопада 2004   | 113 років, 354 дні  | США               |
| 9   | Ізраел Криштал                  | 15 вересня 1903     | 11 серпня 2017      | 113 років, 330 днів | Ізраїль           |
| 10  | Ефраїн Антоніо Ріос Гарсія      | 4 квітня 1910       | 11 січня 2024       | 113 років, 282 дні  | Колумбія          |
| 11  | Джонсон Паркс                   | 15 жовтня 1884      | 17 липня 1998       | 113 років, 275 днів | США               |
| 12  | Танабе Томодзі                  | 18 вересня 1895     | 19 червня 2009      | 113 років, 274 дні  | Японія            |
| 13  | Джон Інґрам Мак-Морран          | 19 червня 1889      | 24 лютого 2003      | 113 років, 250 днів | США               |
| 14  | Нонака Масадзо                  | 25 липня 1905       | 20 січня 2019       | 113 років, 179 днів | Японія            |
| 15  | Фредерік Фрейзер                | 27 січня 1880       | 14 червня 1993      | 113 років, 138 днів | США               |
| 16  | Еусебіо Кінтеро Лопес           | 6 березня 1910      | 16 липня 2023       | 113 років, 132 дня  | Колумбія          |
| 17  | Джеймс Сіснетт                  | 22 лютого 1900      | 23 травня 2013      | 113 років, 90 днів  | Барбадос          |
| 17  | Венцеслао Лейва Гонсалес        | 28 вересня 1903     | 27 грудня 2016      | 113 років, 90 днів  | Мексика           |
| 19  | Домінго Вілла Авісенсіо         | 26 серпня 1906      | 3 листопада 2019    | 113 років, 69 днів  | Мексика           |
| 20  | Волтер Річардсон                | 7 листопада 1885    | 25 грудня 1998      | 113 років, 48 днів  | США               |
| 21  | Франсіско Нуньєс Олівера        | 13 грудня 1904      | 29 січня 2018       | 113 років, 47 днів  | Іспанія           |
| 22  | Генрі Аллінгем                  | 6 червня 1896       | 18 липня 2009       | 113 років, 42 дні   | Велика Британія   |
| 23  | Еміліо Флорес Маркес            | 8 серпня 1908       | 12 серпня 2021      | 113 років, 4 дні    | Пуерто-Рико       |
| 24  | Ватанабе Тітецу                 | 5 березня 1907      | 23 лютого 2020      | 112 років, 355 днів | Японія            |
| 25  | Антоніо Тодде                   | 22 січня 1889       | 3 січня 2002        | 112 років, 346 днів | Італія            |
| 26  | Сатурніно де ла Фуенте Гарсія   | 8 лютого 1908       | 18 січня 2022       | 112 років, 341 день | Іспанія           |
| 27  | Мозес Гарді                     | 6 січня 1894        | 7 грудня 2006       | 112 років, 335 днів | США               |
| 28  | Коіде Ясутаро                   | 13 березня 1903     | 19 січня 2016       | 112 років, 312 днів | Японія            |
| 29  | Джон Еванс                      | 19 серпня 1877      | 10 червня 1990      | 112 років, 295 днів | Велика Британія   |
| 30  | Річард Арвін Овертон            | 11 травня 1906      | 27 грудня 2018      | 112 років, 230 днів | США               |
| 31  | Деліо Вентуротті                | 25 жовтня 1909      | 1 червня 2022       | 112 років, 219 днів | Італія — Бразилія |
| 32  | Джордж Френсіс                  | 6 червня 1896       | 27 грудня 2008      | 112 років, 204 дні  | США               |
| 33  | Дендзо Ісідзакі                 | 20 жовтня 1886      | 29 квітня 1999      | 112 років, 191 день | Японія            |
| 34  | Хосеп Арменголя Ховер           | 23 липня 1881       | 20 січня 1994       | 112 років, 181 день | Іспанія           |
| 35  | Джованні Фрау                   | 29 грудня 1890      | 19 червня 2003      | 112 років, 172 дні  | Італія            |
| 36  | Джон Пейнтер                    | 20 вересня 1888     | 1 березня 2001      | 112 років, 162 дні  | США               |
| 37  | Йосіда Масаміцу                 | 30 травня 1904      | 29 жовтня 2016      | 112 років, 152 дні  | Японія            |
| 38  | Момої Сакарі                    | 5 лютого 1903       | 5 липня 2015        | 112 років, 150 днів | Японія            |
| 39  | Гісабуро Сонобе                 | 6 листопада 1911    | 31 березня 2024     | 112 років, 146 днів | Японія            |
| 40  | Альфіус Філемон Коул            | 12 липня 1876       | 25 листопада 1988   | 112 років, 136 днів | США               |
| 41  | Авґусто Морейро де Олівейра     | 6 жовтня 1896       | 13 лютого 2009      | 112 років, 130 днів | Португалія        |
| 42  | Джордж Джонсон                  | 1 травня 1894       | 30 серпня 2006      | 112 років, 121 день | США               |
| 42  | Мікідзо Уєда                    | 11 травня 1910      | 9 вересня 2022      | 112 років, 121 день | Японія            |
| 44  | Салустіано Санчес               | 8 червня 1901       | 13 вересня 2013     | 112 років, 97 днів  | США               |
| 45  | Джон Тінісвуд                   | 26 серпня 1912      | 25 листопада 2024   | 112 років, 91 день  | Велика Британія   |
| 46  | СіПі Кроуфорд                   | 25 серпня 1907      | 23 листопада 2019   | 112 років, 90 днів  | США               |
| 47  | Хорхе Дюран                     | 23 квітня 1909      | 21 липня 2021       | 112 років, 89 днів  | Мексика           |
| 48  | Ямасіта Юсікадзу                | 10 квітня 1907      | 7 липня 2019        | 112 років, 88 днів  | Японія            |
| 49  | Тонакі Генган                   | 30 жовтня 1884      | 24 січня 1997       | 112 років, 86 днів  | Японія            |
| 50  | Роберт Вейтон                   | 29 березня 1908     | 28 травня 2020      | 112 років, 60 днів  | Велика Британія   |
| 51  | Хасімото Таданосуке             | 27 квітня 1891      | 31 травня 2003      | 112 років, 34 дні   | Японія            |
| 52  | Тані Кумекіті                   | 20 квітня 1891      | 12 травня 2003      | 112 років, 22 дні   | Японія            |
| 53  | Джеймс Вігінс                   | 15 жовтня 1879      | 16 жовтня 1991      | 112 років, 1 день   | США               |
| 54  | Джордж Фельдман                 | 2 грудня 1906       | 2 грудня 2018       | 112 років, 0 днів   | США               |
| 55  | Цунахей Огава                   | 9 січня 1907        | 4 січня 2019        | 111 років, 360 днів | Японія            |
| 56  | Артуро Ліката                   | 2 травня 1902       | 24 квітня 2014      | 111 років, 357 днів | Італія            |
| 57  | Волтер Г. С'юард                | 13 жовтня 1896      | 14 вересня 2008     | 111 років, 337 днів | США               |
| 58  | Моріс Флоке                     | 25 грудня 1894      | 10 листопада 2006   | 111 років, 320 днів | Франція           |
| 59  | Шигеру Накамура                 | 11 січня 1911       | 15 листопада 2022   | 111 років, 308 днів | Японія            |
| 60  | Джеймс Мак-Кубрі                | 13 вересня 1901     | 5 липня 2013        | 111 років, 295 днів | США               |
| 61  | Езра Хілл                       | 19 грудня 1910      | 4 жовтня 2022       | 111 років, 289 днів | США               |
| 62  | Джон Мозлі Тернер               | 15 червня 1856      | 21 березня 1968     | 111 років, 280 днів | Велика Британія   |
| 63  | Герман Дьорнеман                | 27 травня 1893      | 2 березня 2005      | 111 років, 279 днів | Німеччина         |
| 64  | Антоніо Урреа                   | 18 лютого 1888      | 15 листопада 1999   | 111 років, 270 днів | Іспанія           |
| 65  | Міяґі Тьокі                     | 15 листопада 1904   | 7 серпня 2016       | 111 років, 266 днів | Японія            |
| 66  | Рубен Сінклер                   | 5 грудня 1911       | 27 серпня 2023      | 111 років, 265 днів | Канада            |
| 67  | Артур Картер                    | 5 жовтня 1889       | 11 червня 2001      | 111 років, 249 днів | США               |
| 68  | Сантос Ільдебрандо Рівас Гарсія | 17 серпня 1911      | 17 квітня 2023      | 111 років, 243 дня  | Сальвадор         |
| 69  | Ян Махіл Рейскенс               | 11 травня 1878      | 7 січня 1990        | 111 років, 241 день | Нідерланди        |
| 70  | Джо Томас                       | 1 травня 1875       | 14 грудня 1986      | 111 років, 227 днів | США               |
| 71  | Андре Бойте                     | 6 грудня 1910       | 15 липня 2022       | 111 років, 221 день | Франція           |
| 72  | Думитру Команеску               | 21 листопада 1908   | 27 червня 2020      | 111 років, 219 днів | Румунія           |
| 73  | Андре Людвіг                    | 6 червня 1912       | 7 січня 2024        | 111 років, 215 днів | Франція           |
| 74  | Джеймс Закрі                    | 15 серпня 1881      | 14 березня 1993     | 111 років, 211 днів | США               |
| 75  | Онісі Танекі                    | 15 лютого 1900      | 11 вересня 2011     | 111 років, 208 днів | Японія            |
| 76  | Ікарасі Кійосі                  | 2 серпня 1897       | 23 лютого 2009      | 111 років, 205 днів | Японія            |
| 76  | Лестер Таунсенд                 | 31 березня 1908     | 22 жовтня 2019      | 111 років, 205 днів | США               |
| 78  | Герман Сміт-Йогансен            | 15 червня 1875      | 5 січня 1987        | 111 років, 204 дні  | Норвегія          |
| 79  | Ернест П'юзі                    | 5 травня 1895       | 19 листопада 2006   | 111 років, 198 днів | США               |
| 80  | Альбано Феррейра Андраде        | 14 грудня 1909 року | 29 червня 2021 року | 111 років, 197 днів | Португалія        |
| 81  | Декстер Крюгер                  | 13 січня 1910       | 20 липня 2021       | 111 років, 188 днів | Австралія         |
| 82  | Томас Нельсон                   | 8 липня 1895        | 9 січня 2007        | 111 років, 185 днів | США               |
| 83  | Ікарасі Дзьокіті                | 26 січня 1902       | 23 липня 2013       | 111 років, 178 днів | Японія            |
| 84  | Ерл Бруш                        | 17 липня 1893       | 10 січня 2005       | 111 років, 177 днів | США               |
| 84  | Мануель Бенавенте Сануеза       | 25 вересня 1909     | 21 березня 2021     | 111 років, 177 днів | Чилі              |
| 86  | Франсіско Хуарес Іглесіас       | 8 травня 1911       | 25 жовтня 2022      | 111 років, 170 днів | Мексика           |
| 87  | Антоніо де Кастро               | 6 січня 1898        | 22 червня 2009      | 111 років, 167 днів | Португалія        |
| 88  | Наканісі Сукесабуро             | 15 березня 1896     | 22 серпня 2007      | 111 років, 160 днів | Японія            |
| 89  | Лютер Гудінг                    | 1 липня 1884        | 5 грудня 1995       | 111 років, 157 днів | США               |
| 90  | Ян Пітер Бос                    | 12 липня 1891       | 15 грудня 2002      | 111 років, 156 днів | Нідерланди        |
| 91  | Еміль Фуркад                    | 29 липня 1884       | 29 грудня 1995      | 111 років, 153 дні  | Франція           |
| 92  | Бенджамін Гаррісон Голкомб      | 3 липня 1889        | 2 грудня 2000       | 111 років, 152 дні  | США               |
| 93  | Аарне Арвонен                   | 4 серпня 1897       | 1 січня 2009        | 111 років, 150 днів | Фінляндія         |
| 94  | Джордж Фредерік Айвс            | 17 листопада 1881   | 12 квітня 1993      | 111 років, 146 днів | Канада            |
| 95  | Ян Госсенартс                   | 30 жовтня 1900      | 21 березня 2012     | 111 років, 143 дні  | Бельгія           |
| 96  | Гарольд Лаутер Брахер           | 30 листопада 1904   | 13 квітня 2016      | 111 років, 135 днів | Велика Британія   |
| 97  | Гірленд Адер                    | 30 липня 1898       | 11 грудня 2009      | 111 років, 134 дні  | США               |
| 98  | Андерс Енґберґ                  | 1 липня 1892        | 6 листопада 2003    | 111 років, 128 днів | Швеція            |
| 99  | Александр Іміч                  | 4 лютого 1903       | 8 червня 2014       | 111 років, 124 дні  | США               |
| 100 | Джек Локетт                     | 22 січня 1891       | 25 травня 2002      | 111 років, 123 дні  | Австралія         |